# Moussa Dadis Camara

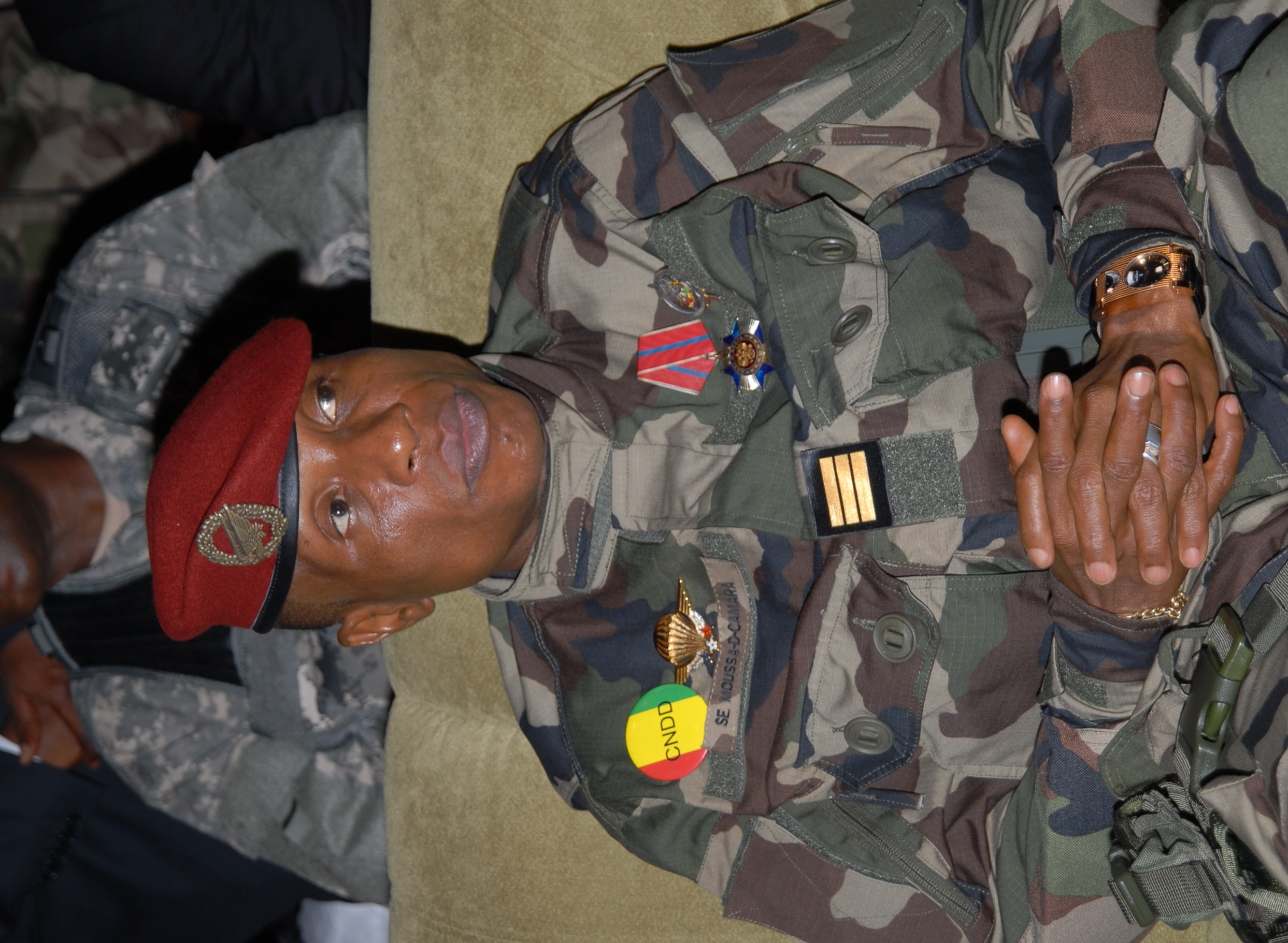
Moussa Dadis Camara (2009)

Moussa Dadis Camara (* 1964 in Kouré, Präfektur Lola, Guinea) ist ein guineischer Politiker und Soldat. Er war vom 24. Dezember 2008 bis zum 3. Dezember 2009 als Führer einer Militärjunta de facto Präsident des Landes.
Nach dem Tod des bisherigen Präsidenten Lansana Conté am 22. Dezember 2008 gab Camara bekannt, dass er in seiner Eigenschaft als Chef einer Gruppe von 26 Militärs und sechs Zivilisten, die sich „Nationalrat für Demokratie und Entwicklung“ (Conseil National de la Démocratie et du Développement, CNDD) nannten, vorläufig die Macht in Guinea übernommen habe. Infolge eines Attentates am 3. Dezember 2009 setzte er sich noch am selben Tag schwer verletzt nach Marokko ab und fand ab Mitte Januar 2010 in Burkina Faso Aufnahme. Nach seiner Rückkehr nach Guinea 2022 wurde er inhaftiert und wegen eines von Regierungskräften 2009 angerichteten Massakers vor Gericht gestellt. Ende Juli 2024 wurde er deshalb zu 20 Jahren Haft verurteilt, jedoch bereits im März 2025 von der regierenden Militärjunta begnadigt.

## Leben

### Frühe Jahre und Karriere als Soldat
Die Grundschule und das Gymnasium besuchte Camara in Nzérékoré. Nach seinem Abitur 1986 studierte er an der Universität Gamal Abdel Nasser in Conakry und bekam dort seinen Master im Bereich Finanzwirtschaft.
Beim Eintritt in die Armee 1990 erhielt Camara den Dienstgrad eines Korporals. Zuerst diente er bei den Straßenbaupionieren in Conakry (Kaserne Sangoyah). Kurz danach wurde er zum Leiter der Treibstoffabteilung der Armee ernannt. Zwischen 1996 und 2005 verbrachte er insgesamt vier Jahre in Deutschland und wurde unter anderem an der Bundeswehr-Offizierschule Dresden sowie in der Nachschubschule in Bremen ausgebildet. Nach eigenen Angaben absolvierte er den Fallschirmspringerlehrgang der Bundeswehr, entsprechend trägt er regelmäßig das Barettabzeichen der deutschen Fallschirmjägertruppe. 
Er bekleidete zuletzt den Dienstgrad eines Hauptmanns (Capitaine).

### Putschist und Führer der Militärjunta
Camara war einer der Hauptanführer des Putsches von Weihnachten 2008. Da Camara bei der Planung und Durchführung zur Geheimhaltung regelmäßig Deutsch sprach und mit vermeintlich „deutscher Gründlichkeit“ potenzielle Gegner wie Contés Sohn Ousmane sowie den Marinechef und hochrangige Polizisten verhaften ließ, wurde der Putsch auch „le putsch allemand“ (deutscher Putsch) genannt.
Camara versprach freie Wahlen für Ende Dezember 2010, regierte das Land aber zunehmend autoritär. 
Im September 2009 kam es zu Unruhen, die blutig niedergeschlagen wurden. Am 28. September hatten sich Zehntausende Anhänger der Opposition in einem Sportstadion in den Außenbezirken der Hauptstadt Conakry versammelt. Militär und Sicherheitskräfte richteten dort und in der Umgebung ein Massaker an den Teilnehmern an, das auch in den Folgetagen noch fortgesetzt wurde. Einem von den Vereinten Nationen in Auftrag gegebenen Bericht zufolge kamen dabei mindestens 156 Menschen ums Leben, und es wurden mindestens 109 Frauen vergewaltigt. Die französische Tageszeitung Le Monde bezeichnete das Ereignis 2022 als „eine der dunkelsten Seiten der modernen guineischen Geschichte“.
Außenpolitisch näherte sich Camara mit seiner Regierung der Volksrepublik China an.

### Machtverlust und Exil
Am 3. Dezember 2009 wurde Camara bei einem Feuergefecht schwer verletzt und zur Behandlung nach Marokko ausgeflogen. Offenbar wurde er vom Chef der eigenen Präsidialgarde, Aboubacar Sidiki Diakité, genannt „Toumba“, während eines Streites angeschossen. Camara hatte zunächst angekündigt, nicht zur Präsidentschaftswahl 2010 anzutreten, überlegte es sich dann aber anders, was Unmut bei der zivilen Opposition hervorrief. Des Weiteren wollte er die Verträge über den Abbau von Bauxit, Guineas wichtigstem Rohstoff, mit den Förderländern zu günstigeren Bedingungen für sein Land neu verhandeln. Dies wird als Grund gesehen, warum Vertreter der Militärjunta Frankreich vorwarfen, in das Attentat auf Camara verwickelt zu sein.
Camaras Stellvertreter Sékouba Konaté übernahm die Amtsgeschäfte und leitete die Rückkehr Guineas zur Demokratie ein. Camara stimmte der Ernennung des Oppositionspolitikers Jean-Marie Doré zum Premierminister einer Übergangsregierung zu und erklärte, seinen Genesungsprozess außerhalb von Guinea fortzusetzen. Mitte Januar 2010 erhielt er in Burkina Faso Asyl.

### Rückkehr nach Guinea und Strafprozess

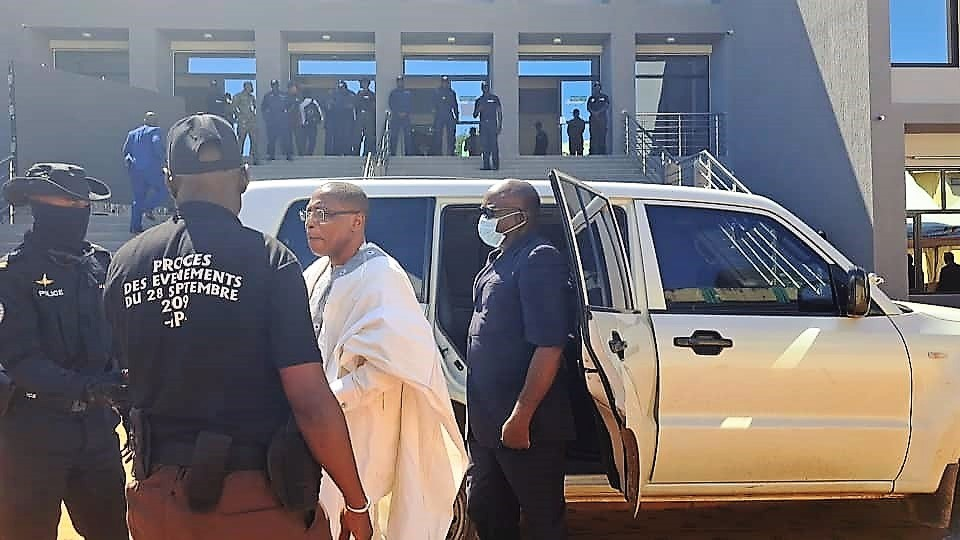
Camara (hell gekleidet) am Tag des Prozessauftakts gegen ihn, 28. September 2022

Ende September 2022 kehrte Camara nach Guinea zurück, um sich zusammen mit zehn weiteren Angeklagten vor Gericht wegen der Beteiligung an dem Massaker an regierungsfeindlichen Demonstranten im Jahr 2009 zu verantworten. Der Prozess begann am 28. September 2022, dem Jahrestag des Blutbads. In der Verhandlung leugnete Camara kategorisch die Verantwortung und wies diese Toumba zu, der ihn mit Waffengewalt daran gehindert habe, den Untaten Einhalt zu gebieten; ebenso belastete er Sékouba Konaté, der seiner Militärjunta angehörte und später Übergangspräsident wurde. Toumba wiederum erklärte, Camara habe das Massaker vorbereitet.
Noch während des Verfahrens wurde Dadis Camara am frühen Morgen des 4. November 2023 von einem schwer bewaffneten Kommando aus dem Gefängnis von Conakry befreit, wobei zunächst nicht klar war, ob es sich um eine von ihm gewünschte Flucht oder um eine Entführung gegen seinen Willen handelte. Auch weitere Häftlinge, darunter mehrere Minister des früheren Regimes und mindestens zwei Mitangeklagte Camaras im Prozess wegen des Massakers, konnten fliehen. Anwohner berichteten von ausgiebigen Schusswechseln in der Hauptstadt, insbesondere auch in deren Regierungs- und Geschäftsviertel Kaloum; das Militär riegelte Stadtteile ab. Am Nachmittag soll er wieder wohlbehalten ins Gefängnis zurückgekehrt sein, gab der Pressesprecher der Armee, Ansouma Toumany Camara, bekannt. Auch die zwei gemeinsam mit ihm befreiten Mitangeklagten seien wieder in Haft, nicht jedoch Claude Pivi, sein ehemaliger enger Weggefährte. Ende Juli 2024 wurde er nach 22-monatigem Prozess zu 20 Jahren Haft verurteilt.
Ende März 2025 gab die regierende Militärregierung Guineas im Staatsfernsehen bekannt, dass Camara begnadigt worden sei. Als Grund wurden nicht näher präzisierte Gesundheitsprobleme genannt. Wenige Tage zuvor hatte die Regierung angekündigt, sie werde Entschädigungsleistungen, zu denen Camara und seine Mittäter verurteilt worden waren, selbst an die Opfer und deren Angehörige auszahlen.

### Persönlicher Hintergrund, Familie
Camara ist im Gegensatz zur muslimischen Mehrheit der Bevölkerung Guineas Christ. Er gehört der Volksgruppe der Guérzé an und entstammt somit keiner der drei großen Ethnien Mandinka, Peul oder Susu, die zumeist in Guinea um die Macht rivalisieren. Er ist verheiratet, hat sechs Kinder und spricht fünf Sprachen: Kpèlé, Susu, Malinké, Französisch und Deutsch.